# Castle Lager

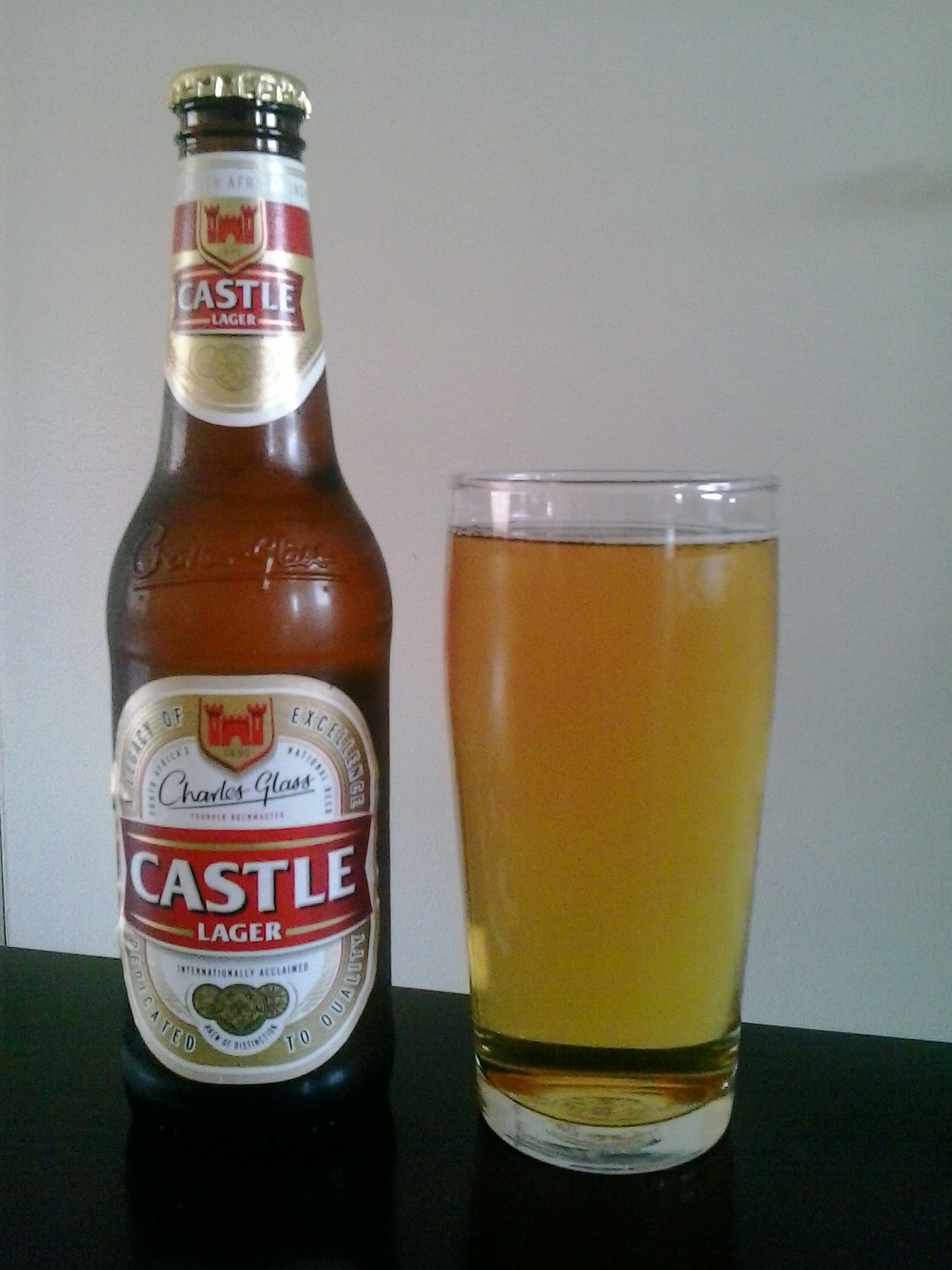
Una bottiglia di Castle Lager a fianco di un bicchiere

La Castle Lager è una pale lager sudafricana. È il prodotto di punta della South African Breweries ed è stata riconosciuta come la birra nazionale del Sudafrica.

## Storia
Le origini della Castle Lager risalgono alla corsa all'oro di Witwatersrand del 1886. Charles Glass, fondatore della Castle Brewery, notò un vuoto nel mercato e iniziò a vendere birra ai minatori. Il nuovo prodotto divenne presto popolare tra i cercatori d'oro e nel 1889 uno dei primi giornali di Johannesburg, il Digger's News, lo definì "un successo fenomenale". Nel 1895, dopo questo grande successo, venne fondata la South African Breweries (SAB), con sede alla Castle Brewery. Due anni dopo la SAB fu la prima società industriale ad essere quotata in borsa. Oggi la Castle Lager è prodotta in nove paesi e distribuita in quaranta paesi.

## Varianti
- Castle Lite, introdotta nel 1994, è una variante della Castle Lager a basso contenuto calorico e tenore alcolico.[3]
- Castle Lite Lime, una variante della Castle Lite al gusto di lime introdotta nel 2014.[3]
- Castle Milk Stout, una milk stout con aggiunta di caramello.[4]
- Castle Milk Stout Chocolate Infused, una variante della Castle Milk Stout al cioccolato.[5]
- Castle Free, una birra analcolica introdotta nel 2017, prima del suo genere ad essere introdotta in Sudafrica.[6]